# 刘希瀛
刘希瀛（？—？），湖北江夏（今湖北武汉）人，是一名清朝政治人物。
刘希瀛曾于1858年接替张熙任宝山县知县一职，1859年由吴淳镛接任。